# Leonardo Schwebel
Leonardo Schwebel (Ciudad de México, 23 de diciembre de 1959) es un conductor, periodista y escritor mexicano.
Es el titular del noticiero Telediario Guadalajara en la versión Matutina del Canal 6 desde el 2021.[cita requerida]

## Biografía
Schwebel creció y estudio en la Ciudad de México, En la primaria Schwebel hizo su propio Periódico Escolar, lo que continuo con una Historieta en la secundaria, ya en el bachillerato hizo una Revista la cual no fue publicada, pero  esta Revista le otorgó su primera acreditación como Reportero en los Juegos Panamericanos de 1975, logró entrevistar a João Carlos de Oliveira quien había acabado de romper el Récord Mundial en Salto Triple.[cita requerida]
Es escritor de libros y poesías. 
Inicio profesionalmente en el año 1978 en el Departamento de Prensa del entonces INDE.[cita requerida]
En el año de 1980 entró como Reportero en Televisa después participó en diversas producciones como Fantástico Animal, México Mágico, Para Gente Grande, Reportaje, En Vivo, siglo XXI, Mi Ciudad, De Mujer a Mujer, Noche a Noche, Taller de Televisión, ECO y otros más.[cita requerida]
En 1989 incursionó en radio como coordinador general de XEW.[cita requerida]
En 1990 entró como director de noticias de los programas de radio de Paco Huerta en XEX.[cita requerida]
En 2003 fue coordinador general de W Radio[cita requerida]

## Polémicas
Leonardo Schwebel mientras grababa su sección llamada El Pulso en el programa Telediario Guadalajara arremetería con enojo hacia las personas que no se querían poner las vacunas por la pandemia del COVID-19.
En su sección daría a conocer que el Gobernador de Jalisco Enrique Alfaro solicitó a todos los negocios solicitar el Certificado de Vacunación o la prueba PCR y tras haber gente que se oponía a esta acción.
Leonardo empezaría a subir el tono de su voz diciendo La libertad no te da derecho a fregar al prójimo, llegando al grado donde empezaría a insultar a las personas que no se querían poner las vacunas o el cubrebocas.
Entre las palabras que comentó fueron Antivacunas eres un imbécil, Ponte el maldito vubrebocas y Dejen de estar fregando al mundo.
El video fue subido a la redes de Canal 6 y de Multimedios haciendo que este fuera un video viral transmitido por varios programas a nivel internacional, llegando a transmitir el clip en el programa The Tonight Show donde el presentador Jimmy Fallon aplaudiera la acción de Leonardo, añadiendo en un twit ¡Nadie ha presentado un argumento más convincente para vacunarse que este HÉROE!, además de ser felicitado y ovacionador por Stephen Colbert y Jimmy Kimmel. 

## Programas
- Mi Ciudad (1980) [cita requerida]
- De Mujer A Mujer (1982)[cita requerida]
- Noche A Noche (1983)[cita requerida]
- ECO Noticias (1987)[cita requerida]
- Pulso Informativo (2003)[cita requerida]
- Corte 44 (2009)[cita requerida]
- Hasta Aquí (2013) [5]
- #10 Informativo Con Leonardo Schwebel (2016)[cita requerida]
- Pueblo Informador (2018)[cita requerida]
- Telediario Guadalajara Nocturno (2021)[cita requerida]
- Telediario Guadalajara Matutino (2022)[cita requerida]
- Cambios (Guadalajara) (2023) [6]

## Obras
- El secreto y otras historias imperdonables

(Exlibris, 1996) - Libro de Narrativa.
- La caravana Corona, cuna del espectáculo en México

(1995) - Libro De Entrevistas.
- Siento por Ciento

(EdiGrupo, 1993) - Libro De Poesías.
- Las nueve mujeres de Leibrandt

(Editorial Chañaral Alto, 2000) - Cuento (Incluido en la antología de libros Cuentos de la Pluma II)
- El secreto de la Tía Natalie

(Editorial Chañaral Alto, 1998) - Cuento (Incluido en la antología de libros Cuentos de la Pluma I)

### Poesías
- Pasadizos

(Incluida en el libro Las caras del amor. Antología poética contemporánea)